# شون سوليفان (ممثل)
شون سوليفان هو ممثل كندي، ولد في 26 ديسمبر 1923 بتورونتو في كندا، وتوفي بنفس المكان في 3 يونيو 1985.

## أعمال

### أفلام
- (1968)  ملحمة الفضاء[1][2]
- (1980) أتلانتك سيتي[3]
- (1986) ذا بوي ان بلو

## وصلات خارجية
- شون سوليفان على موقع IMDb (الإنجليزية)
- شون سوليفان على موقع ألو سيني (الفرنسية)
- شون سوليفان على موقع أول موفي (الإنجليزية)
- شون سوليفان على موقع قاعدة بيانات الأفلام السويدية (السويدية)
- شون سوليفان على موقع قاعدة بيانات الفيلم (الإنجليزية)
- شون سوليفان على موقع كينوبويسك (الروسية)